# هارولد إي. مور
هارولد إي. مور (بالإنجليزية: Harold E. Moore)‏ هو عالم نبات أمريكي، ولد في 7 يوليو 1917 في وينثروب ‏ في الولايات المتحدة، وتوفي في 17 أكتوبر 1980 في إثاكا في الولايات المتحدة.